# Поляна (Ямболская область)
Поляна (болг. Поляна) — село в Болгарии. Находится в Ямболской области, входит в общину Стралджа. Население составляет 265 человек.

## Политическая ситуация
В местном кметстве Поляна, в состав которого входит Поляна, должность кмета (старосты) исполняет Стоян Атанасов Стоянов (независимый) по результатам выборов правления кметства.
Кмет (мэр) общины Стралджа — Митко Панайотов Андонов (Болгарская социалистическая партия (БСП)) по результатам выборов в правление общины.